# 宮崎社会保険事務局
宮崎社会保険事務局（みやざきしゃかいほけんじむきょく）は、宮崎県宮崎市にあった社会保険庁の地方支分部局で、宮崎県を管轄していた。

## 管内社会保険事務所等
- 宮崎社会保険事務局宮崎社会保険事務室（宮崎社会保険事務所）
- 高鍋社会保険事務所（宮崎社会保険事務局高鍋事務所）
- 延岡社会保険事務所
- 都城社会保険事務所